# Paxson (Alasca)
Paxson é uma Região censo-designada localizada no estado americano de Alasca, no Distrito de Valdez-Cordova.

## Demografia
Segundo o censo americano de 2000, a sua população era de 43 habitantes.

## Geografia
De acordo com o United States Census Bureau, a localidade tem uma área de 824,4 km², dos quais 787,4 km² cobertos por terra e 37,0 km² cobertos por água.

## Localidades na vizinhança
O diagrama seguinte representa as localidades num raio de 96 km ao redor de Paxson.